# اچ‌ام‌اس ونوس (۱۷۵۸)
اچ‌ام‌اس ونوس (۱۷۵۸) (به انگلیسی: HMS Venus (1758)) یک کشتی بود که طول آن ۱۲۸ فوت ۴ ۱⁄۲ اینچ (۳۹٫۱۲۹ متر) بود. این کشتی در سال ۱۷۵۸ ساخته شد.